# احتجاجات سلوفاكيا 2025
تشير احتجاجات سلوفاكيا في عامي 2024 و2025 إلى مظاهرات واسعة النطاق شارك فيها عشرات الآلاف من المواطنين السلوفاكيين الذين احتشدوا في مختلف أنحاء البلاد، احتجاجًا على السياسات المؤيدة لروسيا التي ينتهجها رئيس الوزراء روبرت فيتسو. نظّمت حركة «السلام لأوكرانيا» هذه المظاهرات، وأقيمت في ثمانٍ وعشرين منطقة موزّعة على كامل الأراضي السلوفاكية.

## خلفية
نشأت الاحتجاجات ردًّا على الإجراءات الدبلوماسية والمواقف السياسية التي اتخذها رئيس الوزراء السلوفاكي روبرت فيتسو عقب عودته إلى السلطة في أكتوبر 2023. فاز حزبه «الاتجاه – الديمقراطية الاجتماعية» في الانتخابات ببرنامج يجمع بين التوجّه الموالي لروسيا والخطاب المعادي للولايات المتحدة، والمتشكك في الاتحاد الأوروبي، مما أدى إلى تحولات جذرية في مسار السياسة الخارجية لسلوفاكيا. قاد فيتسو سلسلة من التغييرات السياسية المثيرة للجدل، شملت وقف المساعدات العسكرية لأوكرانيا، ورفض العقوبات التي يفرضها الاتحاد الأوروبي على روسيا، والتعهد بعرقلة انضمام أوكرانيا المحتمل إلى حلف شمال الأطلسي، إلى جانب طرح مقترحات تدعو إلى انسحاب سلوفاكيا من الاتحاد الأوروبي ومنظمة حلف الناتو.
في أبريل 2024، وافقت الحكومة السلوفاكية، بقيادة روبرت فيتسو، على قانون يُلغي خدمة البث العام الحالية «راديو وتلفزيون سلوفاكيا» (RTVS)، ويستبدلها بكيان جديد يحمل اسم «تلفزيون وراديو سلوفاكيا» (STVR). استند هذا القرار إلى مزاعم تتعلق بالنشاط السياسي وانعدام الموضوعية. صرّح رئيس الوزراء روبرت فيتسو قائلًا: «الوضع في RTVS لا يُحتمل... [فهو] لا يمكن أن يكون موضوعيًا لأنه في صراع دائم مع الحكومة السلوفاكية». يتولى مجلس يختار أعضاؤه كل من وزير الثقافة ووزير المالية والبرلمان مهمة تعيين المدير العام لـ STVR، علمًا أن الائتلاف الحاكم يملك الأغلبية في البرلمان، ما يمنح فيتسو وحلفاءه سلطة مفرطة على مؤسسة البث الجديدة.
في 15 مايو 2024، تعرّض روبرت فيتسو لمحاولة اغتيال أُصيب خلالها بجروح خطيرة، ونفذها يوراي تشينتولا، البالغ من العمر 71 عامًا، والذي صرّح بأن دافعه الأساسي كان اعتراضه على موقف حكومة فيتسو الرافض لتقديم المساعدة العسكرية لأوكرانيا في ظل الغزو الروسي. عقب تعافيه، نشر فيتسو في 5 يونيو 2024 خطابًا مسجّلًا مدته أربع عشرة دقيقة عبر الإنترنت، وصف فيه منفذ الهجوم بأنه «ناشط من المعارضة السلوفاكية» تحوّل إلى «رسول للشر والكراهية السياسية»، على حد تعبيره، وهي كراهية رأى أنها نتيجة مباشرة لـ«معارضة فاشلة ومحبطة». واتهم فيتسو المعارضة اليسارية بأنها أظهرت «تجاوزات عنيفة أو كراهية» تجاه حكومته المنتخبة ديمقراطيًا، بسبب اعتقادها بأن السياسة الخارجية المنحازة للغرب تمثّل الخيار الوحيد المقبول، خصوصًا في ما يتعلق بالحرب الروسية الأوكرانية. ورأى فيتسو أن «الحق في امتلاك رأي مختلف قد انتهى وجوده في الاتحاد الأوروبي».
في 12 يونيو، أعلنت حكومة فيتسو عن سلسلة من الإجراءات الرامية إلى تعزيز الأمن للسياسيين وغيرهم من الشخصيات البارزة، وذلك ردًّا على محاولة اغتيال رئيس الوزراء. تضمنت هذه الإجراءات حظر التظاهرات أمام مساكن السياسيين، وكذلك ضمن نطاق خمسين مترًا من مقريّ الحكومة ورئاسة الجمهورية، إلى جانب تخصيص مساكن طويلة الأجل للرئيس ورئيس الوزراء ورئيس المجلس الوطني. كما نصّت التدابير على توفير الحماية الأمنية لقادة جميع الأحزاب السياسية في المجلس الوطني، بالإضافة إلى المدعي العام ورئيس المحكمة الدستورية. وافق المجلس الوطني على هذه المقترحات في 27 يونيو، ومن المقرر أن تدخل حيّز التنفيذ في 15 يوليو. واجهت هذه الإجراءات انتقادات من جماعات المعارضة ومنظمة العفو الدولية، التي اعتبرتها محاولة لتقييد الحق في التجمع.
بالإضافة إلى ذلك، واجهت الحكومة السلوفاكية تداعيات اقتصادية محتملة نتيجة توقف عبور الغاز الروسي، وذلك على خلفية تشديد أوكرانيا للعقوبات المفروضة على شركة «لوك أويل»، أكبر شركة نفط خاصة في روسيا. شملت هذه العقوبات حظرًا على إمدادات النفط من قبل «لوك أويل»، وتحويل التزاماتها التعاقدية بتوريد النفط إلى كل من المجر وسلوفاكيا عبر خط أنابيب «دروجبا» إلى شركات أخرى.